# Francesca Congia
Francesca Congia (Chivasso, 26 novembre 1982) è una judoka italiana. Ha vinto la medagli di bronzo ai Giochi del Mediterraneo di Almería 2005 e all'Universiade di Taegu 2003.

## Palmarès
- Giochi del Mediterraneo

Almería 2005: bronzo nei -48 kg;
- Universiade

Taegu 2003: bronzo nei -48 kg;
- Mondiali universitari

Mosca 2004: argento nei -48 kg;
- Europei a squadre

Roma 1997: bronzo nei -52 kg
Vienna 2010: oro nei -52 kg